# Vieux Fort (plaats)
Vieux Fort is een stad die gelegen is op het meest zuidelijke puntje van Saint Lucia, een eiland in de Caraïben. Er wonen zo'n 4.500 mensen in de stad, terwijl het omliggende kwartier Vieux Fort, een totale bevolking van zo'n 16.000 mensen heeft.

## Geschiedenis
De stad is vernoemd naar een voormalig fort ter verdediging van aanvallen vanuit Saint Vincent, een eiland in de eilandengroep van Saint Vincent en de Grenadines, ten zuiden van Saint Lucia. In de 18de en 19de Eeuw was het een belangrijk centrum voor de suiker-industrie van Saint Lucia voordat deze industrie afnam.
Tijdens de Tweede Wereldoorlog bouwden de Amerikanen hier een militaire vliegbasis genaamd Beane Army Airfield. Na de oorlog werd deze basis sterk uitgebreid tot de Hewanorra International Airport.
Tegenwoordig is Vieux Fort het belangrijkste aankomstpunt van Saint Lucia. Ten zuiden van de stad ligt de haven. Het is tevens een industriële locatie voor Saint Lucia en bevat onder anderen het St Jude's Hospital en het George Odlum Stadium.